# Exuma
Exuma è un arcipelago e un distretto delle Bahamas composto da oltre 365 isole e isolotti (cays) con una popolazione di 7.314 abitanti secondo il censimento del 2010. Great Exuma, lunga circa 60 km, è l'isola più grande dell'arcipelago e su di essa è situata George Town, il capoluogo del distretto. Great Exuma è collegata con un ponte alla seconda isola più grande, chiamata Little Exuma. Di Exuma fa anche parte Big Major Cay, caratteristica isola conosciuta anche come Pig Beach.

## Geografia fisica

### Territorio
Le oltre 365 isole che compongono l'arcipelago delle Exuma si snodano a formare una catena lunga 209 chilometri, con una superficie totale di 187 km²; gran parte di questi fanno parte delle due isole principali di Great Exuma (158 km²) e Little Exuma (29 km²).
Come tutte le isole delle Bahamas, anche le Exuma sono pianeggianti e, fatta eccezione per le palme, sono punteggiate da una bassa vegetazione.

### Clima
In accordo con la classificazione di Köppen, il clima delle Exuma è quello tipico della savana, caratterizzato dall'assenza di un vero e proprio inverno e da temperature medie annuali elevate.

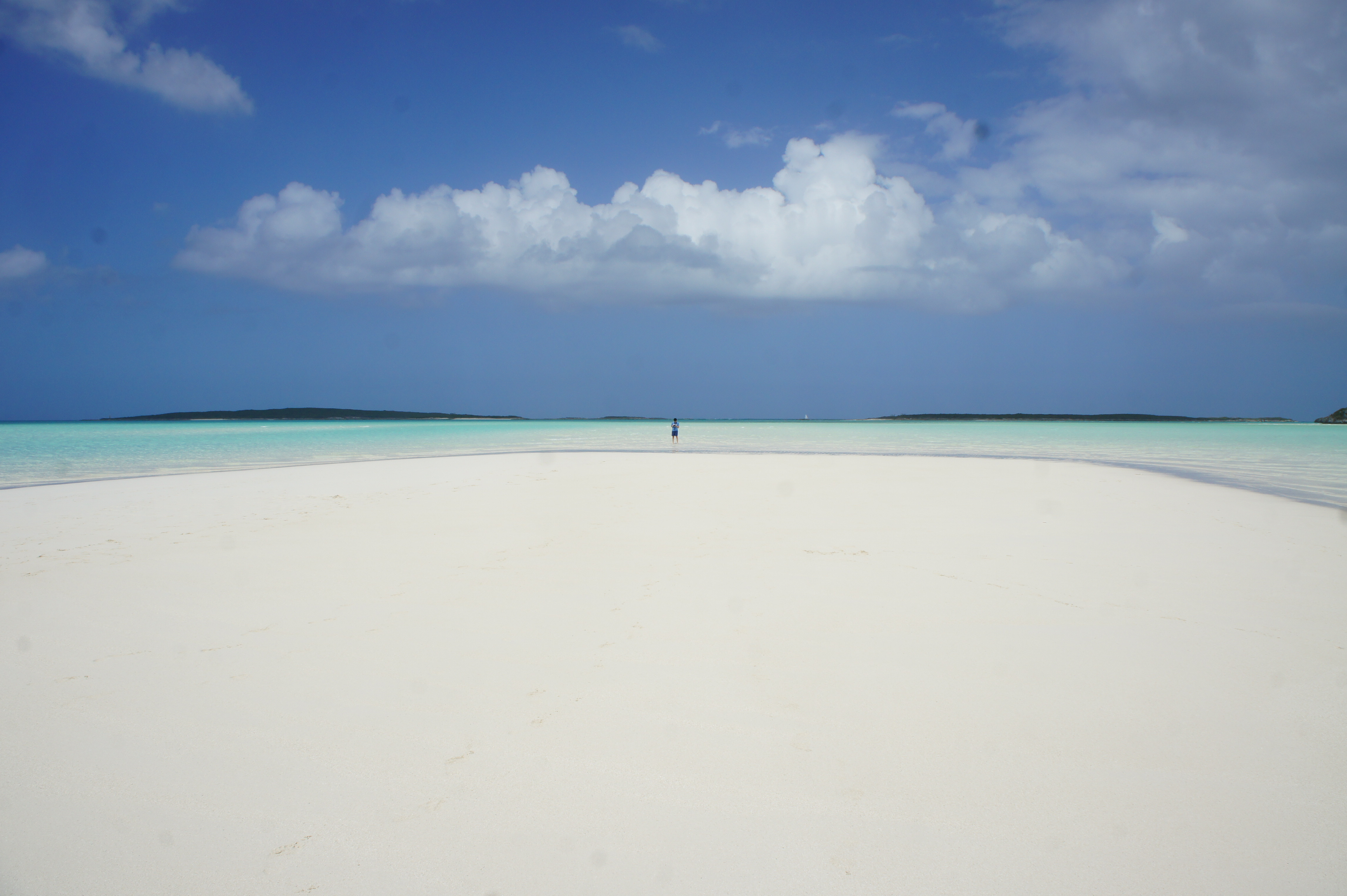
Una spiaggia di Exuma

## Infrastrutture e trasporti
L'aeroporto internazionale di Exuma collega George Town direttamente a Nassau, Miami, Atlanta e Toronto. L'isola Staniel (Staniel Cay in inglese) ha anch'essa una piccola pista per aerei.
Da Nassau, via mare, si possono raggiungere le isole settentrionali di Exuma in circa un'ora di viaggio.
Great Exuma e Little Exuma sono attraversate per tutta la loro lunghezza da una strada asfaltata a due corsie chiamata Queens Highway.